# Liste von Verlagen in Syrien
Dies ist eine Liste von Verlagen in Syrien.

Wichtigster Verlagsort ist die syrische Hauptstadt Damaskus. 2006 wurde die Syrian General Organization of Books (arab. الهيئة العامة السورية للكتاب) gegründet, die dem Ministerium für Kultur angegliedert ist. Die folgende Übersicht erhebt keinen Anspruch auf Aktualität oder Vollständigkeit. Zu den Schwerpunkten der folgenden Liste zählen Themenbereiche der arabischen Welt und des Islam, aber auch andere. Die 1969 in Damaskus gegründete Arabische Schriftstellervereinigung (arab. اتحاد الكتاب العرب; engl. Arab Writers Union, Abk. AWU) hat nach Zwischenstation in Kairo mittlerweile in Abu Dhabi, der Hauptstadt des Emirats Abu Dhabi und der Vereinigten Arabischen Emirate (VAE), ihren Sitz.
Ein wichtiger benachbarter Verlagsort ist Beirut im Libanon.

## Übersicht
- Dar al-Farkad
- Dar al-Fikr
- Dar al-Mada
- Dār al-Ma’mūn li al-Turāth
- Dār al-Qalam
- Dar Qutayba
- Dar al-Safahat
- Dār Ibn Kathīr
- Ittiḥād al-Kitāb al-‘Arab
- Maktab al-Maṭbū‘āt al-Islāmiyya (Ḥalb)
- Nineveh Publication